# Salm-Reifferscheid-Dyck

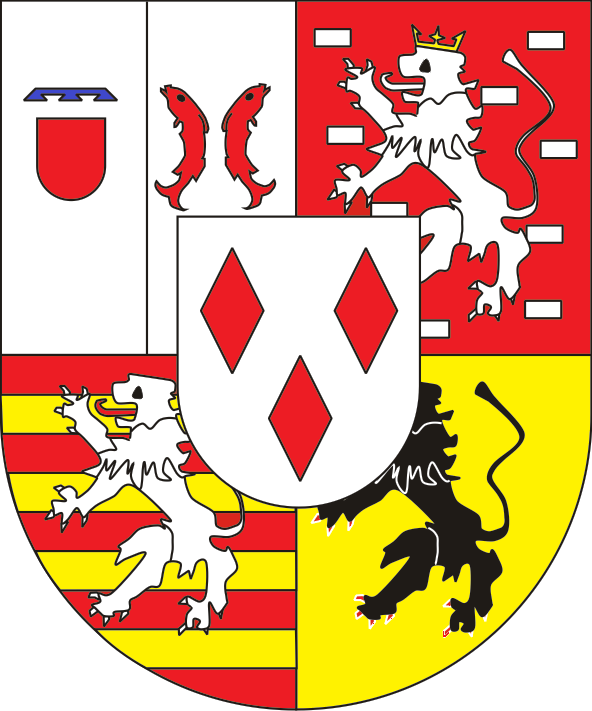
Salm-Reifferscheid (na 1600)

Salm-Reifferscheid-Dyck is een zijlinie van het geslacht Salm.  De kern is het Kasteel van Dyck bij Jüchen in Noordrijn-Westfalen.

## Voorgeschiedenis
Het grondgebied van het geslacht Salm werd in 1165 verdeeld in twee graafschappen: Neder-Salm (in de Ardennen) en Opper-Salm (in de Vogezen in het huidige Frankrijk). Neder-Salm kwam in 1416 in handen van de heren van Reifferscheid en werd in 1639 opgedeeld in twee gebieden: Salm-Reifferscheid-Bedbur en Salm-Reifferscheid-Dyck.

## Geschiedenis
De rijksheerlijkheid Dyck werd in 1394 door Jan V van Bedbur van zijn moeder geërfd.
Salm-Reifferscheid-Dyck ontstond in 1639 door opsplitsing van het gebied van Salm-Reifferscheid. De eerste altgraaf was Ernst Salentijn van Salm-Reifferscheid; hij regeerde een klein gebied in de buurt van Mönchengladbach en had een stamburcht, Slot Dyck genaamd. In 1801 werd het graafschap door Frankrijk geannexeerd. Het Congres van Wenen voegde het gebied in 1815 bij Pruisen. In 1816 werd de laatste altgraaf tot Pruisisch vorst verheven.

## Altgraven van Salm-Reifferscheid-Dyck
- Ernst Salentijn (1639-1684)
- Franz Ernst (1684-1727)
- August Eugen Bernhard  (1727-1767)
- Wilhelm (1767-1775)
- Joseph (1775-1801)